# Tempo local (matemática)

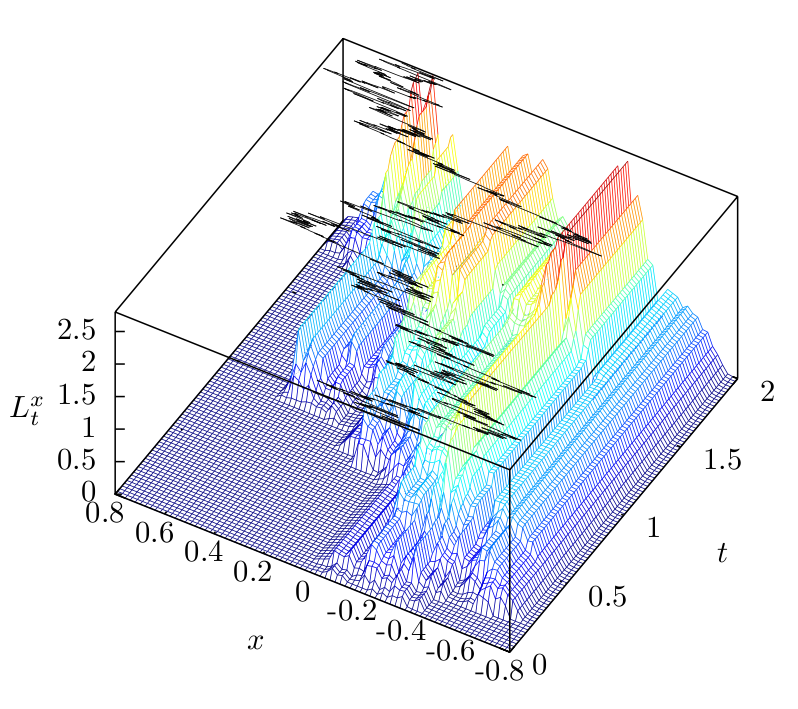
Uma amostra de um trajeto de um processo Itō junto com sua superfície de tempos locais.

Na teoria matemática dos processos estocásticos, o tempo local é um processo estocástico associado a processos de difusão como o movimento browniano, que caracteriza a quantidade de tempo que uma partícula dispende em determinado nível. O tempo local aparece em várias fórmulas de integração estocástica se o integrando não é suficientemente derivável, tal como a fórmula de Tanaka. Também é estudado em mecânica estatística no contexto de campos aleatórios.

## Definição formal
Para um processo de difusão real {\displaystyle (B_{s})_{s\geq 0}}, o tempo local de {\displaystyle B} até o ponto {\displaystyle x} é um processo estocástico. Matematicamente, a definição de tempo local é:
{\displaystyle L^{x}(t)=\int _{0}^{t}\delta (x-B_{s})\,ds},
onde {\displaystyle B_{s}} é o processo de difusão e {\displaystyle \delta } é a função delta de Dirac. É uma noção inventada por Paul Lévy. A ideia básica é que {\displaystyle L^{x}(t)} é uma medida (reescalonada) de quanto tempo {\displaystyle B_{s}} dispendeu em {\displaystyle x} até o momento {\displaystyle t}. Pode ser escrito como:
{\displaystyle L^{x}(t)=\lim _{\varepsilon \downarrow 0}{\frac {1}{2\varepsilon }}\int _{0}^{t}1_{\{x-\varepsilon <B_{s}<x+\varepsilon \}}\,ds},
que explica porque é chamado de tempo local de {\displaystyle B} em {\displaystyle x}. Para um processo de espaço de estado discreto {\displaystyle (X_{s})_{s\geq 0}}, o tempo local pode ser expresso de forma mais simples como:
{\displaystyle L^{x}(t)=\int _{0}^{t}1_{\{x\}}(X_{s})\,ds}.

## Fórmula de Tanaka
A fórmula de Tanaka fornece uma definição de tempo local para um semimartingale contínuo arbitrário {\displaystyle (X_{s})_{s\geq 0}} em {\displaystyle \mathbb {R} }:
{\displaystyle L^{x}(t)=|X_{t}-x|-|X_{0}-x|-\int _{0}^{t}\left(1_{(0,\infty )}(X_{s}-x)-1_{(-\infty ,0]}(X_{s}-x)\right)dX_{s},\qquad t\geq 0}.
Uma forma mais geral foi provada independentemente por Meyer e Wang; a fórmula estende o lema de Itô para duas funções diferenciáveis para uma classe mais geral de funções. Se{\displaystyle F:\mathbb {R} \rightarrow \mathbb {R} } é absolutamente contínuo com a derivada {\displaystyle F'}, que é de variação limitada, então:
{\displaystyle F(X_{t})=F(X_{0})+\int _{0}^{t}F'_{-}(X_{s})dX_{s}+{\frac {1}{2}}\int _{-\infty }^{\infty }L^{x}(t)dF'(x)},
onde {\displaystyle F'_{-}} é a derivada esquerda.
Se {\displaystyle X} é um movimento browniano, então para qualquer {\displaystyle \alpha \in (0,1/2)} o campo de tempos locais {\displaystyle L=(L^{x}(t))_{x\in \mathbb {R} ,t\geq 0}} tem uma modificação que é Hölder contínua em {\displaystyle x}com expoente {\displaystyle \alpha }, uniformemente para {\displaystyle x} e {\displaystyle t}. Em geral, {\displaystyle L} tem uma modificação que é contínua em  {\displaystyle t} e càdlàg em {\displaystyle x}.
A Fórmula de Tanaka fornece a forma explícita decomposição de Doob-Meyer para o movimento browniano refletido unidimensional, {\displaystyle (|B_{s}|)_{s\geq 0}}.

## Teoremas Ray–Knight
O campo de tempos locais {\displaystyle L_{t}=(L_{t}^{x})_{x\in E}} associado a um processo estocástico no espaço {\displaystyle E} é um tema bem estudado na área de campos aleatórios. Os teoremas do tipo Ray-Knight relacionam o campo {\displaystyle L_{t}} com um processo Gaussiano associado.
Em geral, os teoremas Ray-Knight do primeiro tipo consideram o campo {\displaystyle L_{t}} em um momento de batimento do processo subjacente, enquanto que os teoremas do segundo tipo são em termos de um tempo de parada no qual o campo de tempos locais primeiro excede um dado valor.

### Primeiro teorema de  Ray–Knight
Seja {\displaystyle (B_{t})_{t\geq 0}} um movimento browniano unidimensional {\displaystyle B_{0}=a>0}, e {\displaystyle (W_{t})_{t\geq 0}} um movimento browniano bidimensional padrão {\displaystyle W_{0}=0\in R^{2}}. Para definir o tempo de parada em que {\displaystyle B} primeiro atinge a origem, {\displaystyle T=\inf\{t\geq 0\colon B_{t}=0\}}, Ray e Knight (independentemente) mostraram que,
{\displaystyle \mathbf {(1)} \left\{L^{x}(T)\colon x\in [0,a]\right\}{\stackrel {\mathcal {D}}{=}}\left\{|W_{x}|^{2}\colon x\in [0,a]\right\}\,}
onde {\displaystyle (L_{t})_{t\geq 0}} é o campo dos tempos locais de {\displaystyle (B_{t})_{t\geq 0}}, e a igualdade está na distribuição {\displaystyle C[0,a]}. O processo {\displaystyle |W_{x}|^{2}} é conhecido como o processo de Bessel ao quadrado.

### Segundo teorema Ray–Knight
Seja {\displaystyle (B_{t})_{t\geq 0}} um movimento browniano unidimensional padrão {\displaystyle B_{0}=0\in R}, e seja {\displaystyle (L_{t})_{t\geq 0}} um campo associado dos tempos locais. Seja {\displaystyle T_{a}} a primeira vez em que o tempo local em zero excede {\displaystyle a>0}
{\displaystyle T_{a}=\inf\{t\geq 0\colon L_{t}^{0}>a\}.}
Seja {\displaystyle (W_{t})_{t\geq 0}} um movimento browniano unidimensional independente {\displaystyle W_{0}=0}, então
{\displaystyle \mathbf {(2)} \left\{L_{T_{a}}^{x}+W_{x}^{2}\colon x\geq 0\right\}{\stackrel {\mathcal {D}}{=}}\left\{(W_{x}+{\sqrt {a}})^{2}\colon x\geq 0\right\}.\,}
Equivalentemente, o processo {\displaystyle (L_{T_{a}}^{x})_{x\geq 0}} (que é um processo na variável espacial {\displaystyle x}) é igual na distribuição ao quadrado de um processo de Bessel de dimensão 0, e como tal é markoviano.

### Generalização dos teoremas de Ray–Knight
Os resultados do tipo Ray-Knight para processos estocásticos mais gerais têm sido intensamente estudados e as declarações (1) e (2) são conhecidos por processos Markov fortemente simétricos.